# 太田時連
太田 時連（おおた ときつら、1269年（文永6年） - 1345年3月13日（興国6年/康永4年2月9日））は鎌倉幕府後期の実務官僚。幕府滅亡後は室町幕府に仕えた。三善康信の子孫で父は『建治三年記』を表した太田康有。『永仁三年記』・『建武記』の著者で、『吾妻鏡』の主要な編纂者と目されている。官位は信濃守、勘解由判官。
三善氏は代々問注所執事を世襲する。初期には町野氏が二代に渡って問注所執事を世襲するが、町野を名乗る三善康持が宮騒動に連座して失脚、その後太田を名乗る三善康連が問注所執事となり、その職は子の太田康有を経て太田時連へと世襲される。
1285年（弘安8年）の霜月騒動後に罷免されるが、1293年（永仁元年）北条貞時が平頼綱を討った平禅門の乱で、貞時は霜月騒動以降に平頼綱が主導した人事を否定し、同年10月19日に太田時連は25歳で再び問注所執事に再任され評定衆、さらに寄合衆となる。
鎌倉滅亡後は建武政権の雑訴決断所に出仕するが、後に足利尊氏に仕え室町幕府初代問注所執事となる。
嫡男の太田貞連は早くに亡くなった（雑訴決断所への出仕が記録の終見）らしく、暦応4年（1341年）には時連が貞連の三男太田時直（椙杜氏の祖）に所領の一部を譲り、同じ頃に家督と問注所執事は貞連の嫡男である太田顕行に譲っている。
康永4年2月9日に死去（『師守記』・『園太暦』）。見舞いに訪れた足利直義に対して泰山府君祭の実施を進言するなど最後まで第一線で活躍し、洞院公賢は『園太暦』の中で「武家宿老で故実の者」と記している（康永4年2月9日条）。

## 経歴
- 1283年（弘安6年） 15歳で問注所執事就任
- 1285年（弘安8年） 霜月騒動後に罷免
- 1293年（永仁元年）10月19日 25歳で再び問注所執事に再任
- 同年12月3日 評定衆となる
- 1309年（延慶2年）には寄合衆であったことが金沢文庫の古文書(324）で確認される
- 1312年（正和元年） 延暦寺の要求で配流処分を受けたが、翌年復活
- 1321年（元亨元年） 問注所執事を嫡子太田貞連に譲る
- 1326年（嘉暦元年） 北条高時の出家に従い、自身も出家（法名道大）するが、幕府高官の地位は維持。
- 1333年（元弘3年） 鎌倉幕府滅亡後、雑訴決断所衆
- 1336年（延元元年/建武3年） 室町幕府初代問注所執事
- 1341年（興国2年/暦応4年） 孫・太田顕行に職を譲る
- 1345年（興国6年/康永4年）2月9日 77歳で没